# 윤소은
윤소은(1997년 8월 9일~)은 대한민국의 여자 치어리더이다.

## 경력
- 충남아산프로축구단 치어리더
- OK저축은행 러시앤캐시 응원단 치어리더
- LG 트윈스 응원단 치어리더
- 원주 DB 프로미 응원단 치어리더
- 아산 우리은행 위비 응원단 치어리더
- GS칼텍스 서울 KIXX배구단 응원단 치어리더